# Eumichtis johanna
Eumichtis johanna là một loài bướm đêm trong họ Noctuidae.